# German Open 2017
German Open 2017 — тенісний турнір, що проходив на ґрунтових кортах у місті Гамбург, Німеччина з 24 липня. Належав до категорії ATP World Tour 500, був турніром серії Hamburg European Open 2017 року.

## Фінальна частина

### Одиночний розряд
Леонардо Маєр —  Флоріан Маєр (тенісист) 6–4, 4–6, 6–3

### Парний розряд
Іван Додіг /  Мате Павич —  Пабло Куевас /  Марк Лопес Таррес 6–3, 6–4